# Елизаветинка (Черлакский район)
Елизаве́тинка — село в Черлакском районе Омской области России. Административный центр Елизаветинского сельского поселения.

## История
Основано в 1773 году. В 1928 году посёлок Елизаветинский состоял из 191 хозяйства, основное население — русские. В административном отношении являлся центром Елизаветинского сельсовета Ачаирского района Омского округа Сибирского края.
В соответствие с Законом Омской области от 30 июля 2004 года № 548-ОЗ «О границах и статусе муниципальных образований Омской области» село возглавило муниципальное образование «Елизаветинское сельское поселение».

## Население
| 2010 |
| ---- |
| 1399 |

### Гендерный состав
По данным Всероссийской переписи населения 2010 года, в гендерной структуре населения из 1399 человек мужчин — 677, женщин — 722 (48,4 и 51,6 % соответственно).

### Национальный состав
Согласно результатам переписи 2002 года, в национальной структуре населения русские составляли 80 % из 1559 чел.

## Улицы
| - ул. Береговая, - ул. Березовского, - ул. Восточная, - ул. Зелёная, | - ул. Комсомольская, - ул. Молодёжная, - ул. Победы, - ул. Рабочая, | - ул. Советская, - ул. Труда, - ул. Центральная, - ул. Школьная. |